# Asteroseismologie

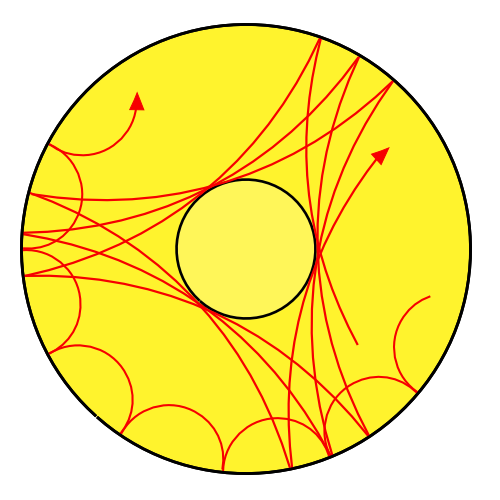
Verlauf von Schwingungen in einem pulsationsveränderlichen Stern

Asteroseismologie (auch Astroseismologie oder stellare Seismologie) ist die Wissenschaft, aus dem Frequenzspektrum der mechanischen Schwingungen pulsationsveränderlicher Sterne auf ihren inneren Aufbau zu schließen. Bei der Anwendung auf die Sonne spricht man von Helioseismologie.

## Pulsationen
Die Schwingungen in Sternen werden verursacht durch eine Umwandlung von Wärmeenergie in Bewegungsenergie, z. B. durch den Kappa-Mechanismus. Die Dichtewellen breiten sich im Stern aus und werden durch einen Dichtesprung an der Sternoberfläche reflektiert. Läuft eine Welle in den Stern hinein, so nimmt mit zunehmender Tiefe die Dichte und damit die Schallgeschwindigkeit zu. Die Folge ist eine Winkeländerung in der Laufrichtung der Welle, die wieder in Richtung Oberfläche gelenkt wird. Die Astroseismologie versucht das resultierende Frequenzspektrum zu analysieren und mit Modellen des Sternaufbaus zu vergleichen. Dies wird verkompliziert durch die nicht-starre Rotation der Sterne, nichtlineare Effekte und die Abweichung der Sterne von Kugelgestalt.

## Bei sonnenähnlichen Sternen
Die Helioseismologie untersucht den Aufbau der Sonne anhand der beobachteten Schwingungen der Sonnenoberfläche. Bei der Sonne und sonnenähnlichen Sternen werden die Oszillationen angeregt von der Konvektion in den äußeren Schichten. Dies führt zu einer großen Anzahl von Schwingungsperioden, wobei im Fall der Sonne einige Tausend nachgewiesen werden konnten. Um diese vielen Frequenzen aufzulösen, wird die Beobachtung von Satelliten (z. B. COROT) betrieben, um Unterbrechungen durch Tageslicht und schlechtes Wetter zu vermeiden. Der Nachweis der Oszillationen erfolgt durch Messungen von Radialgeschwindigkeit und/oder Helligkeit.

## Methoden
Die Helligkeitsschwankungen sind meist so klein, dass ihr Nachweis bei anderen normalen Sternen als der Sonne vom Erdboden aus wegen der Luftunruhe nie wirklich überzeugend gelungen ist. Die Hoffnungen richten sich deshalb auf Helligkeitsmessungen aus der wesentlich stabileren Beobachtungsposition von Satelliten im Weltraum (siehe WIRE, MOST, COROT, Kepler, PLATO). Die stärkeren Helligkeitsschwankungen pulsierender veränderlicher Sterne konnten dagegen auch schon von bodengebundenen Observatorien gemessen werden.
Von der Erde aus werden auch spektroskopische Methoden angewandt. Dabei wird in den Spektren der Sterne nach rot- oder blauverschobenen Spektrallinien gesucht, die eine Veränderung der Radialgeschwindigkeit anzeigen. Diese Methode wird hauptsächlich zum Nachweis von extrasolaren Planeten verwendet, da diese durch gravitative Störungen eine periodische Änderung der Radialgeschwindigkeit verursachen (Radialgeschwindigkeitsmethode). Es können damit aber auch die schnelleren, internen Schwingungen des Sterns untersucht werden.